# Resolució 338 del Consell de Seguretat de les Nacions Unides
La Resolució 338 del Consell de Seguretat de les Nacions Unides, aprovada el 22 d'octubre de 1973, va demanar un alto-el-foc en la Guerra de Yom Kipur d'acord amb una proposta conjunta dels Estats Units i la Unió Soviètica. La resolució estipulava que un alto el foc entrés en vigor dins de les 12 hores següents a l'adopció de la resolució. Els «auspicis apropiats» van ser interpretats en el sentit de ser estatunidencs o soviètics i no de l'ONU. La tercer clàusula va ajudar a establir el marc per a la Conferència de Ginebra de 1973, celebrada al desembre d'aquest any.
La resolució va ser aprovada en la 1747a reunió del Consell de Seguretat per 14 vots positius i l'abstenció de la República Popular de la Xina, que no va participar en la votació. La lluita va continuar malgrat els termes exigits per la resolució, originant després la Resolució 339, que va donar lloc a un alto el foc.

## Afer vinculant o no vinculant
La suposada importància de la resolució 338 en el conflicte araboisraelià, suposadament, es deriva de la paraula «decideix» en la clàusula 3, que es va dur a terme perquè la resolució 242 era obligatòria. No obstant això la decisió en la clàusula 3 no es refereix a la resolució 242, sinó més aviat a la necessitat d'iniciar les negociacions sobre una pau justa i duradora a l'Orient Mitjà que va donar lloc a la Conferència de Ginebra, a la qual Síria no va assistir.
D'altra banda, l'Article 25 de la Carta de les Nacions Unides diu que els membres de l'ONU «es comprometen a acceptar i complir les decisions del Consell de Seguretat». En general s'accepta que les resolucions del Consell de Seguretat adoptades d'acord amb el Capítol VII de la Carta de les Nacions Unides en l'exercici de la seva responsabilitat primordial de mantenir la pau internacional, són vinculants per als Estats membres.
Els estudiosos que apliquen aquesta doctrina sobre la resolució afirmen que l'ús de la paraula «decideix» fa que sigui una decisió del Consell, invocant així el caràcter vinculant de l'article 25. La força legal considera que la resolució 338 fa referència a la resolució 242 per estar relacionades amb el conflicte.
Alguns estudiosos afirmen la posició que la resolució va ser aprovada com una recomanació Capítol VI no vinculant. Altres comentaristes afirmen que probablement va ser aprovada com una resolució vinculant del Capítol VII.

## Adopció de la resolució
Egipte i Israel van acceptar el 22 d'octubre de 1973 les condicions de la resolució. Síria, Iraq i Jordània van rebutjar la resolució.

## Requisits d'execució per Egipte i Israel
Un alto-el-foc negociat per les Nacions Unides el 22 d'octubre es va desfer ràpidament, amb cada bàndol culpant l'altre per l'incompliment.
Segons algunes fonts, Egipte va ser primer a trencar l'alto el foc quan el Tercer Cos de l'Exèrcit d'Egipte va tractar d'alliberar-se del setge de les Forces de Defensa d'Israel. L'acció d'Egipte i l'arribada de més equipament soviètic al Caire va permetre a Israel reforçar el seu control sobre els egipcis.
Segons altres fonts, Israel va ser qui va trencar l'altoel foc en primer lloc. Donat l'embullo dels exèrcits d'Israel i Egipte, la temptació era massa gran perquè els israelians es resistissin. Després d'una última empenta en el Sinaí pres als egipcis, el govern d'Israel va donar l'ordre de creuar el Canal de Suez. La negativa d'Israel de deixar de lluitar després de la comanda d'alto-el-foc gairebé va suposar intervenció militar de la Unió Soviètica.